# Auriaria
In de mythologie van Micronesië en Kiribati is Auriaria een roodhuidig stamhoofd die verliefd werd op de beeldschone roodhuidige Nei Tituaabine. Ze hadden geen kinderen. Zij stierf, en uit haar graf groeiden drie bomen, een kokosnootboom uit haar hoofd, een pandanus uit haar hakken en een amandelboom uit haar navel. Ze werd hierdoor een boomgodin. 